# Williamsburg (Kansas)
Williamsburg es una ciudad ubicada en el condado de Franklin el estado estadounidense de Kansas. En el año 2010 tenía una población de 397 habitantes y una densidad poblacional de 441,11 personas por km².

## Geografía
Williamsburg se encuentra ubicada en las coordenadas 38°28′48″N 95°27′58″O / 38.48000, -95.46611 (38.480115, -95.466016).

## Demografía
Según la Oficina del Censo en 2000 los ingresos medios por hogar en la localidad eran de $23,393 y los ingresos medios por familia eran $25,000. Los hombres tenían unos ingresos medios de $21,354 frente a los $21,364 para las mujeres. La renta per cápita para la localidad era de $10,451. Alrededor del 17.4% de la población estaban por debajo del umbral de pobreza.